# Александровская, Людмила Константиновна
Людми́ла Константи́новна Александро́вская (22 ноября [5 декабря] 1917, Екатеринодар — 15 июня 2003, Москва) — советский художник кино, заслуженный художник РСФСР (1969). Лауреат Сталинской премии (1950).

## Биография
Родилась 22 ноября (5 декабря) 1917 года в Краснодаре. В 1943 году окончила художественный факультет ВГИКа, училась у Фёдора Богородского и Фёдора Модорова. Поначалу специализировалась в мастерской комбинированных съёмок у А. Л. Птушко на «Мосфильме», став вскоре одним из самых опытных художников комбинированных съёмок студии.
О масштабах комбинированных съёмок для «Падения Берлина», проводившихся на киностудии «Баррандов», писали на страницах «Искусство кино»:

Художница Л. Александровская построила грандиозный макет Берлина. Он занимал 1500 квадратныхметров. На нём было построено 100 кварталов города, из них 10 кварталов было сделано из макетов в 1/20 и 20 кварталов — 1/50 натуральной величины, а дальше шли кирпичи…
 Абсолютно точно были воспроизведены улицы Унтер-ден-Линден, Александерплац с воздушной дорогой, пересекающая Берлин река Шпрее со всеми мостами. Берлин был воспроизведён до того тщательно, что люди, бывавшие в Берлине, безошибочно узнавали улицы и даже указывали на дома, где они жили…— М. Анджапаридзе, В. Циргиладзе, «Искусство кино» № 4 1950
.
Недаром, впервые попав в Берлин, Александровская безошибочно находила знакомые улицы и площади, ведь позади были музейные материалы, альбомы и сотни прочитанных страниц, привлечённых ею для работы над фильмом.

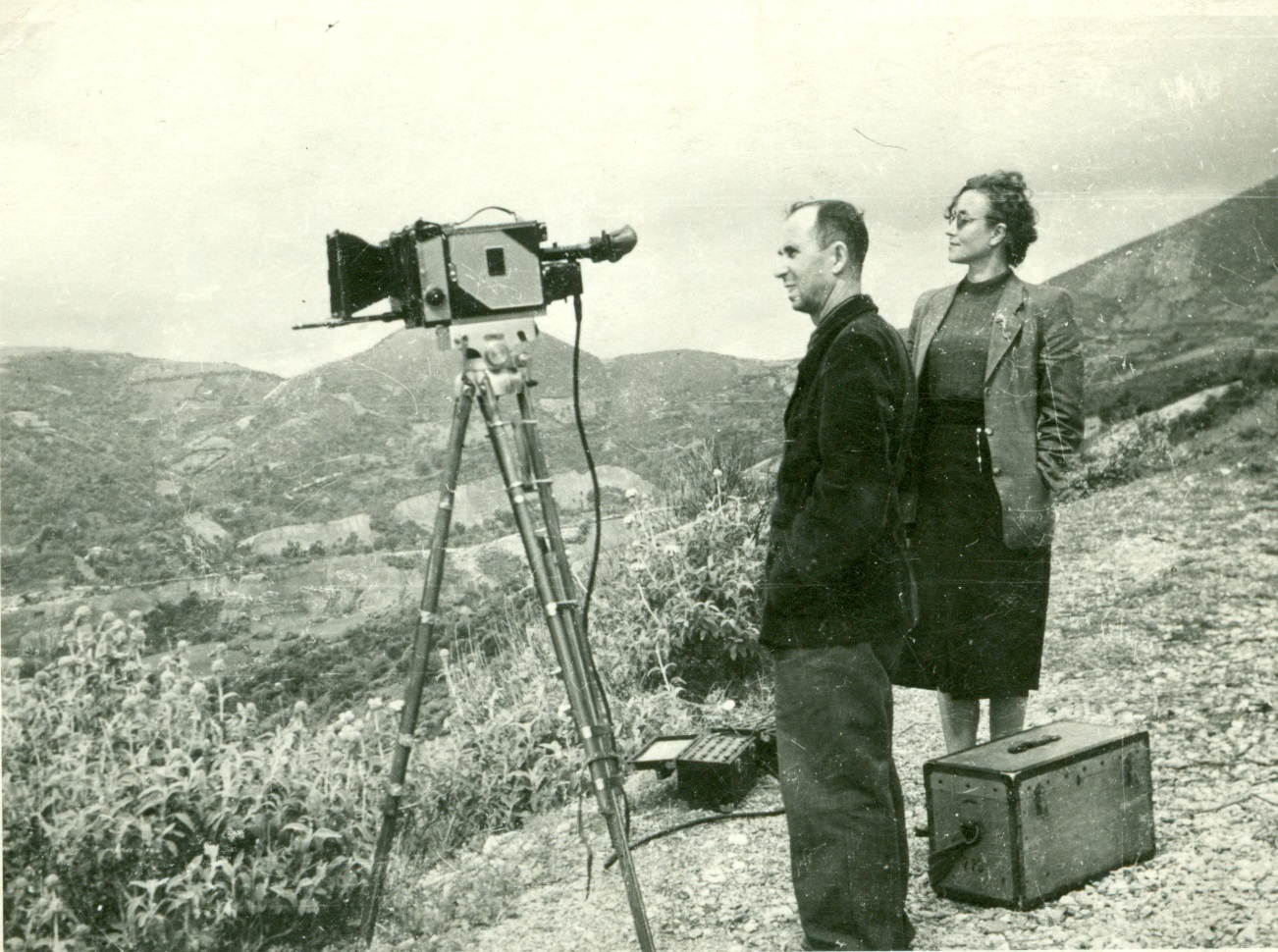
С оператором Г. Айзенбергом, на съёмках «Великий воин Албании Скандербег», 1953

При относительно менее важной роли, которую играет на кинопроизводстве художник комбинированных съёмок, Александровская даёт великолепные образцы кинодекорационного искусства. Её эскизы — это всегда эскизы настроения, главное в них не детали обстановки, не подробности ситуации, не определённость драматического действия, а эмоциональная выразительность момента, та атмосфера человеческих переживаний, которая как бы окутывает изображённую сцену, наполняя её внутренней музыкой лирического подтекста.
— С. Батракова, Художник в кино — «Мосфильм». Вып. 2. 1961
.
Член Союза кинематографистов СССР (Москва), член Союза художников РСФСР. Участница художественных выставок с 1952 года.

### Семья
Была замужем за Георгием Турылёвым, художником-постановщиком киностудии «Мосфильм», сын — Андрей Турылёв.

## Фильмография
- 1944 — В шесть часов вечера после войны (совм. с Ю. Швецом)
- 1944 — Небо Москвы (совм. с группой художников)
- 1945 — Здравствуй, Москва!
- 1946 — Беспокойное хозяйство (совм. с Ф. Красным)
- 1946 — Наше сердце (совм. с Ф. Красным, Л. Ряшенцевой)
- 1947 — Сказание о земле Сибирской
- 1948 — Три встречи
- 1949 — Падение Берлина
- 1950 — Кавалер Золотой Звезды
- 1950 — Секретная миссия
- 1951 — Большой концерт
- 1951 — Незабываемый 1919 год
- 1952 — Композитор Глинка (совм. с И. Гордиенко, Ф. Красным)
- 1953 — Великий воин Албании Скандербег
- 1954 — Испытание верности (совм. с Ф. Красным)
- 1954 — Ромео и Джульетта
- 1955 — В квадрате 45
- 1955 — Вольница
- 1955 — Отелло (совм. с Б. Ильюшиным)
- 1956 — Полюшко-поле
- 1957 — Сёстры
- 1958 — Восемнадцатый год
- 1958 — Идиот
- 1959 — Песня о Кольцове
- 1959 — Хмурое утро
- 1960 — Пять дней, пять ночей
- 1961 — Суд сумасшедших
- 1963 — Русский лес
- 1965 — Год как жизнь
- 1966 — Человек без паспорта
- 1967 — Места тут тихие (совм. с А. Клименко)
- 1967 — Они живут рядом
- 1968 — Молодость без старости
- 1969 — Последняя реликвия
- 1970 — Морской характер
- 1971 — Интернационал документальный
- 1971 — Нам некогда ждать
- 1971 — Тени исчезают в полдень
- 1973 — Вероника
- 1973 — С весельем и отвагой
- 1973 — Это сильнее меня
- 1974 — Анна Каренина
- 1974 — Романс о влюблённых
- 1974 — Самый жаркий месяц
- 1975 — Матерь человеческая
- 1976 — Безотцовщина
- 1976 — Мама
- 1977 — Позови меня в даль светлую
- 1978 — Алые паруса, экспериментальный
- 1978 — Пока безумствует мечта
- 1978 — Срочный вызов
- 1978 — Тактика бега на длинную дистанцию
- 1979 — Отец и сын
- 1980 — Люди в океане
- 1980 — Тегеран-43
- 1982 — Мать Мария
- 1983 — Берег
- 1983 — Этот грустный весёлый цирк / Клоуны
- 1984 — Победа
- 1984 — Расставания
- 1984 — Человек-невидимка
- 1985 — Алов
- 1987 — Выбор
- 1987 — Иван Великий

## Награды и премии
- Медаль «За трудовое отличие» (6 марта 1950) — за выдающиеся заслуги в развитии советской кинематографии, в связи с 30-летием[8]
- Сталинская премия первой степени (1950) — за участие в создании двухсерийной кинокартины «Падение Берлина» (1949)[1]
- Заслуженный художник РСФСР (29 сентября 1969)[9]